# 평대초등학교
평대초등학교는 대한민국 제주특별자치도 제주시에 있는 공립 초등학교이다.

## 학교 연혁
- 1945년 9월 1일 홍화국민학교 설립 인가
- 1945년 12월 8일 홍화국민학교로 개교
- 1947년 1월 7일 평대국민학교로 교명 변경
- 1968년 3월 10일 3학급(1~3학년) 한동교 분리
- 1994년 9월 15일 유치원 교실 신축
- 1996년 3월 1일 평대초등학교로 교명 변경
- 2002년 6월 24일 꿈나무 학습장 조성
- 2004년 1월 18일 운동장 동쪽 스탠드 및 비가림 시설
- 2005년 3월 20일 복도 칸막이 및 교실 냉난방 시설
- 2006년 7월 27일 잔디운동장 조성
- 2010년 9월 12일 도서관 신축 준공
- 2016년 6월 1일 제35대 윤정애 교장 부임
- 2017년 2월 10일 제67회 졸업식(졸업생 총 3,145명 배출)

## 참고 자료
- 평대초등학교 - 한국교육학술정보원 학교알리미